# Vila Nobel

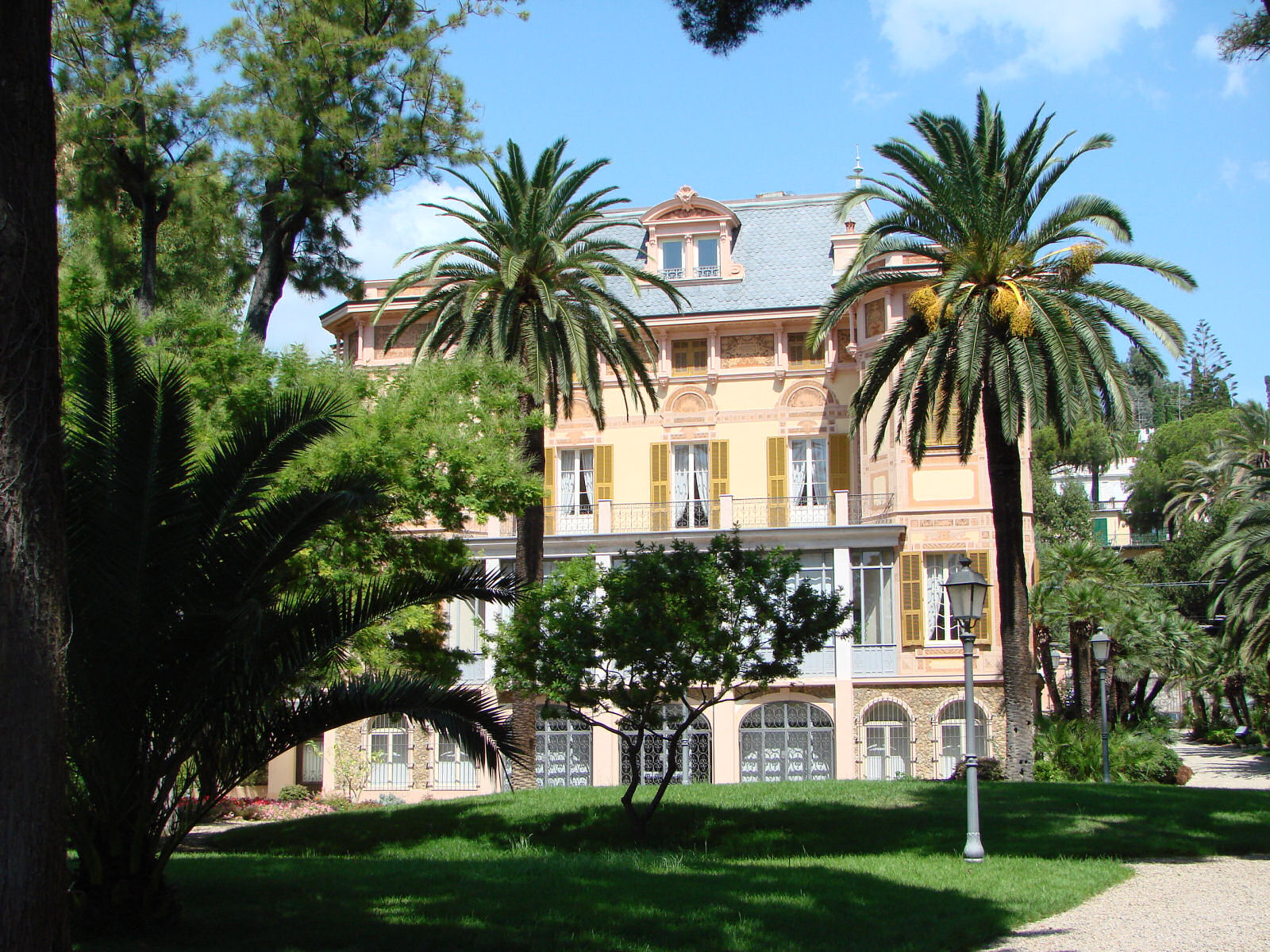
Vila Nobel din Sanremo

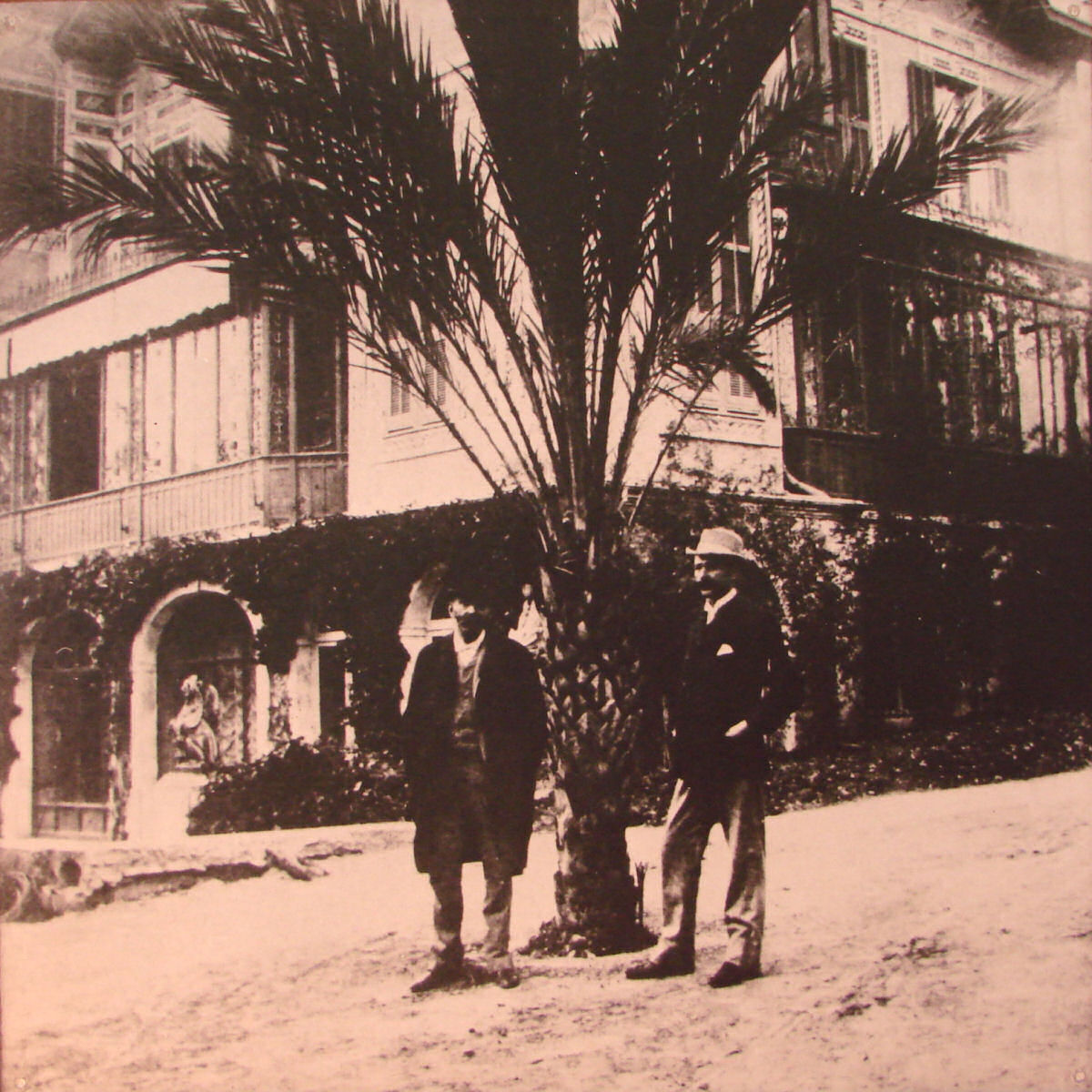
Alfred Nobel și Robert Strehlenert la Vila Nobel în 1896

Vila Nobel din Sanremo a fost ultimul loc de reședință al industriașului suedez Alfred Nobel.
VILLA a fost construită în stil neo-gotic de arhitectul Filippo Grossi in 1870 si a fost cumpărată de Alfred Nobel in 1891.
El a renumit-o „My Nest” (Cuibul meu), confirmând nevoia lui de liniste si pace interioara, după ani de aventură si aproape neîntreruptă călătorie. La subsol a construit un laborator pentru cercetari chimice iar in extensia parcului Villa, pe malul marii, a construit un zid pentru încercări balistice. Aici si-a efectuat experimentele pana la moartea sa, in 10 decembrie 1896 la vârsta de 63 ani.
Această dată este rememorată anual prin solemna Ceremonie de decernare a Premiilor Nobel in Stockholm.
După un an de la moartea lui Nobel, Villa a fost cumparata de Max Adolphe Philipp, director al Societatii Germane de Dinamita. Mai târziu, moștenitorii săi, au vândut proprietatea D-lui Giobatta Parodi, a cărui familie a rămas proprietara vilei și a parcului din jur până în 1969.
În același an a fost cumpărată de către Consiliul de Turism al Orașului Florilor care, la rândul său, o vinde provinciei Imperia in 1973.
După mai mulți ani în care a fost închisă pentru importante lucrari de restaurare, Villa Nobel a fost redeschisă pentru vizitatori in 2002.
Ea este acum muzeu, oferind o inspirată locație pentru expoziții, conferințe si întalniri atât pentru oamenii de stiință cât si pentru marele public. Mobilier propriu de-al lui Alfred Nobel este expus în unele camere, cum ar fi cea de studiu, de zi si de baie. Unele șeminee sunt de asemenea autentice.
Evenimentele si expozitiile pe teme Nobeliene au atras numerosi laureati ai Premiilor Nobel la Villa, incluzand pe Renato Dulbecco, Carlo Rubbia, Klaus von Klitzing, Derek Walcott. Mai recent, cu ocazia aniversarii decernarii celui de-al 100-lea Premiu Nobel, lui Ernesto Teodoro Moneta, Villa Nobel a gazduit urmatorii laureati ai Premiilor Nobel pentru Pace: Betty Williams, Lord David Trimble, Rigoberta Menchiu Turn si Shirin Ebady.
Pe timpul verii, parcul Villa ofera un inspirat teatru pentru literatura si evenimente muzicale. 
De mai mulți ani, la 10 decembrie, Villa Nobel transmite, prin intermediul televiziunii, ceremonia atribuirii Premiilor Nobel din Stockholm.
```
    MUZEUL
```

Muzeul a fost înființat în 1970 de către Fundația Nobel, sub supravegherea ing. Strandt, directorul tehnic al impresionantului Muzeu din Stockholm. Mai târziu a fost complet transformat în baza unui proiect realizat de Woodtli Design Society, Zurich.
Expoziția "Descoperă 1800" prezintă lucrările lui Nobel din punctul de vedere al creșterii economice și productive în a doua jumătate a secolului al 19-lea.
În plus, marile realizări ale acestui secol, care au fost posibile datorită dinamitei, sunt ilustrate: tunelurile feroviare, canale artificiale, amenajarile portuare, și, în special, construirea San Gotthard Tunnel (1872-1882), deschizand Hell Gate de pe East River spre New York și tăierea Canalului Corint (1891-1893 ).
Există, de asemenea, o reproducere a laboratorului Nobel, unde un accent deosebit este pus pe experimentele sale cu nitroglicerina, care a fost descoperită de chimistul italian Ascanio Sobrero în anul 1847.
Testamentul lui Nobel, datat 27 noiembrie 1895, este afișat în centrul foto-galeriei dedicata Laureatilor Premiului Nobel. Prin acesta, celebrul suedez, a lăsat bunurile sale pentru a se crearea fondul de premiere anuala a celor care, în cursul anului precedent, au conferit cel mai mare beneficiu omenirii.
Premii pentru Fizica, Chimie, Fiziologie sau Medicină, Literatură și, din anul 1968, Economie (introdus de către băncile din Suedia în memoria lui Nobel) sunt acordate de instituțiile suedeze, în timp ce premiul al șaselea, Premiul pentru Pace, este acordat de o comisie de 5 membri aleși de către Parlamentul Norvegian.

## Legături externe
Coordonate: 43° 49′ 17″ N, 7° 47′ 34″ E